# Сан летње ноћи
San letnje noći (енгл. A Midsummer Night's Dream) je pozorišna komedija Vilijama Šekspira. Veruje se da je napisan između 1590. i 1596. godine. Predstava se sastoji od više isprepletanih kompleksnih priča koje se vrte oko braka Tezeja i Hipolite. Jedan deo predstave posvećen je četvorici atinskih ljubavnika, a drugi deo predstave koncipiran je na šest glumaca amatera koji moraju, na venčanju Tezeja i Hipolite, da odigraju svoju interpretaciju predstave Piram i Tizba. Ove priče odvijaju se u šumi, naseljenoj vilama koje kontrolišu likove predstave. San letnje noći je jedna od najpopularnijih predstava Vilijama Šekspira i prikazuje se u celom svetu. 

## Radnja
Predstava se sastoji od nekoliko međusobno povezanih zapleta, povezanih proslavom venčanja vojvode Tezeja od Atine i amazonske kraljice Hipolite. Veći deo radnje dešava se u šumskoj oblasti Zemlje vila, pod svetlom meseca.

### Prvi čin
Predstava počinje sa Tezejem i Hipolitom, na četiri dana od njihovog venčanja. Tezej je nezadovoljan što toliko mora da čeka, dok Hipolita smatra da će vreme proći kao san. Tezej se suočava sa Egejom i njegova ćerkom Hermijom, koja je zaljubljena u Lisandera, i koja se protivi očevim zahtevima da se uda za Demetra, sa kojim se ovaj već dogovorio da će oženiti njegovu ćerku. Besan, Egej se poziva na staru atinsku zakonodavnu odredbu pred vojvodom Tezejem, prema kojoj devojka mora da se uda za onoga koga joj otac izabere, ili da se suoči sa smrću. Tezej nudi Hermiji drugu opciju: da provede ostatak života kao monahinja boginje Dijane, ali ljubavnici odbijaju njegovu ponudu i prave tajni plan da pobegnu u šumu do kuće Lisanderove tetke, kako bi se sklonili od Tezeja. Hermija otkriva njihove planove Heleni, svojoj najboljoj prijateljici, koja uzaludno žudi za Demetrom, koji je prekinuo vezu s njom da bi se oženio Hermijom. Očajna da povrati Demetrovu ljubav, Helena mu razotkriva plan Hermije i Lisandra, i on ih prati u nadi da će pronaći Hermiju.
Glumci, Petar Dunja, Nikola Vratilo, Franja Frula, Toma Njuška, Dušica i Gladnica, planiraju da izvedu predstavu za venčanje vojvode i kraljice pod nazivom „Najtužnija komedija i najsurovija smrt Pirama i Tizbe”. Dunja čita imena likova i dodeljuje ih glumcima. Vratilo, koji igra glavnu ulogu Pirama, pokazuje preteranu ambiciju i pokušava da preuzme kontrolu, predlažući sebe za uloge Tizbe, Lava i Pirama u isto vreme. Dunja insistira da Vratilo može da igra samo Pirama. Vratilo, međutim, izražava želju da igra tiranina i recituje nekoliko stihova iz Erklove uloge. Dunja mu objašnjava da bi igrao Lava toliko strašno da bi uplašio vojvotkinju i dame do te mere da bi vojvoda i plemići obesili glumce. Dušica napominje da mu je potrebna uloga Lava jer „teško uči”. Dunja ga uverava da uloga Lava zahteva samo „rikanje”. Na kraju sastanka, Dunja obaveštava glumce: „Nalazimo se kod Vojvodinog hrasta”.

### Drugi čin
U paralelnom zapletu, Oberon, vilinski kralj, i Titanija, njegova kraljica, dolaze u šumu izvan Atine. Titanija kaže Oberonu da planira da ostane tu dok ne prisustvuje venčanju Tezeja i Hipolite. Oberon i Titanija su u svađi jer Titanija odbija da preda svog indijskog „ljubimca-klinca” Oberonu, kojeg on želi da koristi kao svog „viteza” ili „pomoćnika”. Pošto je majka deteta bila jedna od Titanijinih sledbenica, ona odbija da ga se odrekne. Oberon odlučuje da kazni Titaniju. On poziva Puka, svog „lukavog i nestašnog duha”, da mu pomogne da napravi magični sok od cveta zvanog „dan-noć”, koji menja boju iz bele u ljubičastu kada ga pogodi Kupidonova strela. Kada se taj sok nanese na kapke osobe dok spava, ona će se, kada se probudi, zaljubiti u prvo živo biće koje vidi. Oberon naređuje Puku da donese taj cvet, nadajući se da će naterati Titaniju da se zaljubi u neku životinju iz šume, čime bi je osramotio i primorao da mu preda dečaka. On kaže: „Ali pre no što joj skinem te čini, / A ja to mogu drugom jednom travkom, / Navešću ja nju da mi preda paža”. Helena i Demetar ulaze u šumu, pri čemu Helena stalno pokušava da pridobije Demetra, obećavajući mu da će ga voleti više nego Hermija. Međutim, on je grubo odbija uvredama. Posmatrajući ovo, Oberon naređuje Puku da nanese magični sok s cveta na kapke mladog Atinjanina.
Dok Titanija pada u san pesmom svojih vila, Oberon se prikrada i nanosi sok cveta na njene kapke, a zatim odlazi sa scene. U šumu ulaze Lisander i Hermija, izgubljeni i iscrpljeni od puta. Hermija odbija Lisandrovo insistiranje da spavaju zajedno i njih dvoje ležu na različite strane. Puk ulazi i greškom zamenjuje Lisandra za Demetra, pošto nijednog od njih ranije nije video, i nanosi sok sa cveta usnulom Lisandru. Helena nailazi na Lisandra i budi ga pokušavajući da utvrdi da li je mrtav ili samo spava. U tom trenutku, Lisander se odmah zaljubljuje u Helenu. Helena, misleći da joj se Lisandar podsmeva, beži, a on je prati. Kada se Hermija probudi nakon što je sanjala kako joj zmija jede srce, primećuje da Lisandra nema i odlazi u šumu da ga pronađe.

### Treći čin
U međuvremenu, Dunja i njegovih pet glumaca dogovaraju se da izvedu svoju predstavu o Piramu i Tizbi na Tezejevoj svadbi i odlaze u šumu, blizu Titanijinog skrovišta, kako bi vežbali. Dunja predvodi glumce u njihovoj probi predstave. Puk primećuje Vratila i, pošto njegovo ime shvata kao sinonim za magarca, pretvara njegovu glavu u magareću. Kada se Vratilo vrati da izgovori svoje sledeće reči, ostali glumci beže vrišteći u panici: tvrde da ih progoni neka prikaza, na šta je Vratilo potpuno zbunjen. Rešen da sačeka svoje prijatelje, počinje da peva za sebe. Titanija, pod dejstvom ljubavnog napitka, budi se na zvuk Vratilove pesme i odmah se zaljubljuje u njega. Obasipa ga pažnjom, zajedno sa svojim vilama, a dok je u tom stanju zaljubljenosti, Oberon koristi priliku da uzme dečaka koji je bio predmet njihovog spora.
Oberon primećuje Demetra kako i dalje prati Hermiju. Kada Demetar zaspi, Oberon osuđuje Pukovu grešku i šalje ga da dovede Helenu dok on začara Demetrove oči. Kada se Demetar probudi, vidi Helenu kako se svađa sa Lisandrom i odmah se zaljubljuje u nju. Pod dejstvom čini, oba mladića sada vole Helenu. Međutim, Helena je uverena da je njihova ljubav samo šala na njen račun, jer je ni jedan od njih nije voleo ranije. Hermija pronalazi Lisandra i pita ga zašto ju je napustio, ali Lisander tvrdi da nikada nije voleo Hermiju, već da voli Helenu. Ovo ubrzo prerasta u svađu između dve devojke, gde Helena prekoreva Hermiju da i ona učestvuje u ruganju, dok Hermija besno napada Helenu, optužujući je da je ukrala srce njenoj pravoj ljubavi i okrivljujući je za navodnu „šalu”. Oberon i Puk odlučuju da moraju da razreše ovaj konflikt i dogovaraju se da se ujutru niko neće sećati šta se dogodilo, kao da je sve bio san. Oberon sve namešta tako da će Helena, Hermija, Demetar i Lisander poverovati da su sve ovo sanjali. Puk odvlači pažnju Lisandru i Demetru, koji se svađaju zbog Helenine ljubavi, imitirajući njihove glasove i vodeći ih jednog dalje od drugog. Na kraju, svo četvoro zaspu odvojeno na čistini. Kada utonu u san, Puk ponovo nanosi ljubavni napitak na Lisandra, vraćajući njegovu ljubav prema Hermiji, i baca još jednu čaroliju na četvoro atinskih ljubavnika, tvrdeći da će sve biti u redu ujutru. Kada se probude, ljubavnici veruju da je sve što se dogodilo bio san, a ne stvarnost.

### Četvrti čin
Postigavši svoje ciljeve, Oberon oslobađa Titaniju čini i naređuje Puku da ukloni magareću glavu s Vratilove glave. Vile zatim nestaju, a Tezej i Hipolita dolaze na scenu tokom ranog jutarnjeg lova. Oni pronalaze ljubavnike kako spavaju na čistini. Probude ih, i pošto Demetar više ne voli Hermiju, Tezej poništava Egejev zahtev i dogovara grupno venčanje. Ljubavnici u početku veruju da su i dalje u snu i ne mogu da se sete šta se dogodilo. Zaključuju da su događaji protekle noći morali da budu samo san dok se vraćaju u Atinu.
Nakon što svi odu, Vratilo se budi i zaključuje da je i on iskusio san „van domašaja ljudskog razuma”. U Dunjinoj kući, Dunja i njegovi glumci brinu što je Vratilo nestao. Dunja se žali da je Vratilo jedini čovek koji može preuzeti glavnu ulogu Pirama. Vratilo se vraća, a glumci se pripremaju da izvedu „Pirama i Tizbu”.

### Peti čin
U poslednjoj sceni drame, Tezej, Hipolita i ljubavnici gledaju kako šest glumaca u Atini izvode „Pirama i Tizbu”. Glumci su toliko loši u igranju svojih uloga da se gosti smeju kao da je predstava komedija, i svi se povlače na spavanje. Nakon toga, Oberon, Titanija, Puk i druge vile ulaze i blagosiljaju kuću i njene stanovnike srećom. Nakon što svi ostali likovi odu, Puk „ispravlja nepravdu” i sugeriše da je ono što je publika iskusila možda samo bio san.

## Likovi
| Uloga                   | Opis                                 |
| ----------------------- | ------------------------------------ |
| TEZEJ                   | vojvoda atinski                      |
| HIPOLITA                | kraljica Amazonki, verenica Tezejeva |
| EGEJ                    | Hermijin otac                        |
| HERMIJA                 | Egejeva kći, zaljubljena u Lisandra  |
| LISANDER                | Hermijin dragan                      |
| DEMETAR                 | Hermijin prosilac                    |
| HELENA                  | zaljubljena u Demetra                |
| FILOSTRAT               | Tezejev priređivač zabava            |
| OBERON                  | kralj vila i vilenjaka               |
| TITANIJA                | kraljica vila i vilenjaka            |
| PUK                     | ili šumski đavolak                   |
| GRAŠKOV CVET            |                                      |
| PAUČINA                 |                                      |
| MOLЈAC                  |                                      |
| SLACICA                 | vile i vilenjaci                     |
| PETAR DUNЈA             | tesar; Prolog u međuigri             |
| NIK(OLA) VRATILO        | tkač; Piram u međuigri               |
| FRANЈA FRULA            | krpač mehova; Tizba u međuigri       |
| TOMA NЈUŠKA             | krpač kotlova; Zid u međuigri        |
| DUŠICA                  | stolar; Lav u međuigri               |
| GLADNICA                | krojač; Mesečina u međuigri          |
| OSTALE VILE I VILENjACI | iz pratnje Oberonove i Titanijine    |
| DVORANI I SLUGE         | iz pratnje Tezejeve i Hipolitine     |

## Datum i tekst
Predstavu San letnje noći je u Stacionarski registar (registar izdanja knjiga, knjigovezača i slično) upisao, 8. oktobra 1600 godine, knjižar Tomas Fišer koji je prvo kvarto izdanje objavio iste godine. Drugi kvarto je štampan 1619. godine od strane Vilijama Džegerde, kao deo njegovog „Lažnog folija“. Predstava je u štampanom obliku objavljena u „Prvom foliju” 1623. godine. Na naslovnoj stranici prvog kvartalnog izdanja je objavljeno da Šekspirovo delo datira pre 1960. godine.

## Adaptacije i kulturne reference
Dramski pisac Ken Ludvig napisao je komičnu dramu Šekspir u Holivudu (енгл. Shakespeare in Hollywood) smeštena u periodu snimanja holivudskog crno-belog filma San letnje noći 1935. godine.
Pisac V. Stenlej Mos iskoristio je citat „Ill met by moonlight” kao deo svoje knjige „Ill Met by Moonlight” iz 1950. godine koja prati sudbinu otetog generala Kreipa tokom Drugog svetskog rata. Knjiga je 1957. godine adaptirana u istoimeni film.
Nemački dramaturg Štraus Boto napisao je  Der Park zasnovanu na likovima i motivima i Sna letnje noći.

## Galerija
- San letnje noći u umetnosti
- Puck, 1789
- Titania and Bottom, 1793–94
- Titania and Bottom
- The Reconciliation of Titania and Oberon
- The Marriage of Oberon and Titania
- Titania welcoming her fairy brethren
- La Folie de Titania, 1897
- A Midsummer Night's Dream, 1873
- A Midsummer Night's Dream, čin IV, scena I

## Napomene
1. Brooks 1979.

## Literatura
- Brooks, Harold F., ур. (1979). A Midsummer Night's Dream. The Arden Shakespeare, 2nd series. Methuen & Co. ISBN 0-415-02699-7.

- Ball, Robert Hamilton (2016) [first published 1968]. Shakespeare on Silent Film: A Strange Eventful History. Routledge Library Editions: Film and Literature. 1. London: Routledge. ISBN 978-1-138-99611-3.
- Barnes, Clive (18. 4. 1967). „Midsummer Night's Dream: Balanchine Helps Turn Classic Into Film”. The New York Times. ISSN 0362-4331. OCLC 1645522. Приступљено 31. 3. 2017.
- „A Midsummer Night's Dream”. BBC. 28. 11. 2005. Приступљено 1. 4. 2017.
- Bevington, David (1996). „But We Are Spirits of Another Sort': The Dark Side of Love and Magic in 'A Midsummer Night's Dream'”.  Ур.: Dutton, Richard. A Midsummer Night's Dream. New York: St. Martin's Press. стр. 24–35. ISBN 978-0-333-60197-6.
- Broich, Ulrich (2006). „Oberon and Titania in the City Park: The Magic of Other Texts as the Subject of Der Park by Botho Strauß”.  Ур.: Jansohn, Christa. German Shakespeare Studies at the Turn of the Twenty-first Century. International studies in Shakespeare and his contemporaries. Newark, Delaware: University of Delaware Press. стр. 144—60. ISBN 978-0-87413-911-2.
- Cavendish, Dominic (21. 6. 2014). „10 things you didn't know about A Midsummer Night's Dream”. The Telegraph. Архивирано из оригинала 29. 9. 2016. г. Приступљено 1. 4. 2017.
- Charles, Gerard (2000). „A Midsummer Night's Dream”. BalletMet. Архивирано из оригинала 1. 5. 2011. г. Приступљено 29. 1. 2010.
- Forward, Stephanie (1. 8. 2006). „A reader's guide to Lords And Ladies”. The Open University. Архивирано из оригинала 7. 10. 2016. г. Приступљено 2. 6. 2016.
- Garner, Shirley Nelson (1998). „A Midsummer Night's Dream: "Jack Shall Have Jill; / Nought Shall Go Ill"”.  Ур.: Kehler, Dorothea. A Midsummer Night's Dream: Critical Essays. Garland reference library of the humanities. 1900 (reprint изд.). Psychology Press. стр. 127—44. ISBN 978-0-8153-3890-1.
- Gibson, Gloria J. (1996). „Gone but Never Forgotten: B. McQueen, M. Sinclair, R. Cash and T. Cade Bambara”. Black Camera. Indiana University Press. 11 (1): 3—4. ISSN 1536-3155. JSTOR 27761473. eISSN 1947-4237.
- Green, Douglas E. (1998). „Preposterous Pleasures: Queer Theories and A Midsummer Night's Dream”.  Ур.: Kehler, Dorothea. A Midsummer Night's Dream: Critical Essays. Garland reference library of the humanities. 1900 (reprint изд.). Psychology Press. стр. 369—400. ISBN 978-0-8153-3890-1.
- Halliday, F. E. (1964). A Shakespeare Companion 1564–1964. Baltimore: Penguin.
- Howard, Jean E. (2003). „Feminist Criticism”.  Ур.: Wells, Stanley; Orlin, Lena Cowen. Shakespeare: An Oxford Guide. New York: Oxford University Press. стр. 411–23. ISBN 978-0-19-924522-2.
- Hunt, Maurice (1986). „Individuation in "A Midsummer Night's Dream"”. South Central Review. The South Central Modern Language Association. 3 (2): 1—13. ISSN 0743-6831. JSTOR 3189362. doi:10.2307/3189362. eISSN 1549-3377.
- „The Donkey Show: A Midsummer Night's Disco”. Internet Off-Broadway Database. n.d. Архивирано из оригинала 01. 04. 2017. г. Приступљено 31. 3. 2017.
- Kehler, Dorothea (1998). „A Midsummer Night's Dream: A Bibliographic Survey of the Criticism”.  Ур.: Kehler, Dorothea. A Midsummer Night's Dream: Critical Essays. Garland reference library of the humanities. 1900 (reprint изд.). Psychology Press. стр. 3—76. ISBN 978-0-8153-3890-1.
- Kiernan, Victor Gordon (1993). Shakespeare, Poet and Citizen. London: Verso. ISBN 978-0-86091-392-4.
- Kimber, Marian Wilson (2006). „Reading Shakespeare, Seeing Mendelssohn: Concert Readings of A Midsummer Night's Dream, ca. 1850–1920”. The Musical Quarterly. Oxford University Press. 89 (2/3): 199—236. ISSN 0027-4631. JSTOR 25172840. doi:10.1093/musqtl/gdm002. eISSN 1741-8399.
- MacQueen, Scott (2009). „Midsummer Dream, Midwinter Nightmare: Max Reinhardt and Shakespeare versus the Warner Bros.”. The Moving Image: The Journal of the Association of Moving Image Archivists. University of Minnesota Press. 9 (2): 30—103. ISSN 1532-3978. JSTOR 41164591. doi:10.1353/mov.2010.0012. eISSN 1542-4235.
- Mancewicz, Aneta (2014). Intermedial Shakespeares on European Stages. Palgrave Studies in Performance and Technology. Springer. ISBN 978-1-137-36004-5.
- Marks, Peter (28. 5. 1999). „More a Backstage Bacchanal Than a Midsummer Dream”. The New York Times. ISSN 0362-4331. Архивирано из оригинала 22. 4. 2016. г. Приступљено 22. 11. 2016.
- Marshall, David (1982). „Exchanging Visions: Reading A Midsummer Night's Dream”. ELH. The Johns Hopkins University Press. 49 (3): 543—75. ISSN 0013-8304. JSTOR 2872755. S2CID 163807169. doi:10.2307/2872755. eISSN 1080-6547.
- Montrose, Louis (2000). „The Imperial Votaress”.  Ур.: Brown, Richard Danson; Johnson, David. A Shakespeare Reader: Sources and Criticism. London: Macmillan Press. стр. 60—71. ISBN 978-0-312-23039-5.
- O'Donovan, Gerard (30. 5. 2016). „Russell T Davies made Shakespeare engaging, fresh and funny”. The Telegraph. Архивирано из оригинала 5. 8. 2016. г. Приступљено 1. 4. 2017.
- Reynolds, Norman (14. 7. 2006). „Ein Sommernachtstraum” [A Midsummer Night's Dream]. Ballet.co.uk. Архивирано из оригинала 29. 11. 2014. г. Приступљено 11. 5. 2014.
- „Stage History”. The Royal Shakespeare Company. n.d. Архивирано из оригинала 13. 12. 2016. г. Приступљено 11. 5. 2014.
- „Shakespeare in the Arb”. University of Michigan. n.d. Архивирано из оригинала 23. 6. 2016. г. Приступљено 15. 7. 2016.
- Slights, William W. E. (1988). „The Changeling in A Dream”. SEL: Studies in English Literature 1500–1900. Rice University. 28 (2, Elizabethan and Jacobean Drama): 259—72. ISSN 0039-3657. JSTOR 450551. doi:10.2307/450551. eISSN 1522-9270.
- Tennenhouse, Leonard (1986). Power on Display: The Politics of Shakespeare's Genres. Routledge library editions: Shakespeare. 48 (reprint изд.). New York: Routledge. ISBN 978-0-415-35315-1.
- Twyning, John (2012). Forms of English History in Literature, Landscape, and Architecture. New York: Springer Nature. ISBN 978-1-137-28470-9.
- „Planet and Satellite Names and Discoverers”. USGS. n.d. Приступљено 1. 4. 2017.
- Waleson, Heidi (25. 1. 2011). „A Remarkably Inventive A Cappella Premiere”. The Wall Street Journal. ISSN 0099-9660. OCLC 781541372.
- Watts, Richard W. (1972). „Films of a Moonstruck World”.  Ур.: Eckert, Charles W. Focus on Shakespearean Films. Film focus. Prentice-Hall. ISBN 978-0-13-807644-3. Непознати параметар |chapter-url-access= игнорисан (помоћ)
- Whittall, Arnold (1998). „Midsummer Night's Dream, A”.  Ур.: Sadie, Stanley. The New Grove Dictionary of Opera. The New Grove Dictionary of Opera. 3 (8 изд.). Macmillan Publishers. ISBN 0-333-73432-7. Приступљено 31. 3. 2017 — преко Grove Music Online.
- Wiles, David (2008). „The Carnivalesque in A Midsummer Night's Dream”.  Ур.: Bloom, Harold; Marson, Janyce. A Midsummer Night's Dream. Bloom's Shakespeare Through the Ages. New York: Bloom's Literary Criticism. стр. 208–23. ISBN 978-0-7910-9595-9.
- Wiles, David (1993). Shakespeare's Almanac: A Midsummer Night's Dream, Marriage and the Elizabethan Calendar. Woodbridge: D.S.Brewer. ISBN 0859913988.

## Dodatna literatura
- Buchanan, Judith (2005). „Historically Juxtaposed Beans (I): A Midsummer Night's Dream on Film”.  Ур.: Buchanan, Judith. Shakespeare on Film. Harlow: Pearson Education. стр. 121—49. ISBN 978-0-582-43716-6.
- Croce, Benedetto (1999). „Benedetto Croce, comedy of love”.  Ур.: Kennedy, Judith M.; Kennedy, Richard F. A Midsummer Night's Dream. Shakespeare: The Critical Tradition. 7. London: A&C Black. стр. 386—88. ISBN 978-1-84714-175-0.
- Evans, G. Blakemore; Tobin, J. J. M., ур. (1997). „A Midsummer Night's Dream”. The Riverside Shakespeare. 1 (2nd, illustrated изд.). Boston: Houghton Mifflin. стр. 256—83. ISBN 978-0-395-85822-6.
- Foakes, R. A., ур. (2003). A Midsummer Night's Dream. The New Cambridge Shakespeare (2nd изд.). Cambridge: Cambridge University Press. ISBN 978-0-521-53247-1.
- Holland, Peter, ур. (1994). A Midsummer Night's Dream. The Oxford Shakespeare. Oxford: Oxford University Press. ISBN 978-0-19-812928-8. doi:10.1093/actrade/9780198129288.book.1.
- Huke, Ivan; Perkins, Derek Cyril (1981). A Midsummer Night's Dream. Literature Revision Notes and Examples. Walton-on-Thames: Celtic Revision Aids. ISBN 978-0-17-751305-3.
- Merwin, Ted (23. 3. 2007). „The Dark Lady as a Bright Literary Light”. The Jewish Week. стр. 56—57.
- Parker, P. (1998). „Murals and Morals: A Midsummer Night's Dream”.  Ур.: Most, Glenn W. Texte Edieren [Editing Texts]. Aporemata: Kritische Studien zur Philologiegeschichte. 2. Göttingen: Vandenhoeck & Ruprecht. стр. 190—218. ISBN 3-525-25901-8.

## Spoljašnje veze
- A Midsummer Night's Dream Архивирано на веб-сајту  (27. јул 2020) u Britanskoj biblioteci
- A Midsummer Night's Dream на пројекту Гутенберг
- A Midsummer Night's Dream Navigator Архивирано на веб-сајту  (23. мај 2016): HTML verzija teksta.
- Formiran tekst
- No Fear Shakespeare izdanje Архивирано на веб-сајту  (6. април 2011): originalni jezik i moderan prevod
- Clear Shakespeare's A Midsummer Night's Dream: audio vodič kroz pozorišni komad
- A Midsummer Night's Dream 2016 International Movie Database
- A Midsummer Night's Dream – 90-Minute abridgement by Gerald P Murphy
- A Thirty Minute Dream: Redukovani Šekspirev komad namenjen školskom učenju
- A Midsummer Night's Dream public domain audiobook at LibriVox